# Здание 4-й женской гимназии
Здание 4-й женской гимназии  — здание, построенное в Царицыне в 1862 году местным купцом Александром Шлыковым. Является одним из самых красивых и загадочных старинных зданий города. До войны в здании размещались различные учебные заведения — женская гимназия № 4, педагогический институт и другие, а после войны здание было перестроено под кинотеатр «Гвардеец». В 1990-х годах здание было передано Казачьему театру.

## История
Здание было построено в 1862 году в Царицыне на углу ул. Дубовской и ул. Княгининской строительной артелью местного купца Александра Шлыкова.
Благодаря купцу и его семье 5 сентября 1910 года по старому стилю в здании была открыта 4-я женская гимназия, которая являлась единственной в Зацарицынской части города. С 1911 года в здании также располагалось начальное учебное заведение — городское четырёхклассное женское училище.
К 1913 году женской гимназии уже не хватало помещений, поэтому здание было расширенно путём сооружения пристройки к западному фасаду. Таким образом здание приобрело Г-образную форму и обзавелось угловой башней.
После революции в здании размещались различные учебные заведения. В предвоенные годы здание было одним из корпусов педагогического института.
Во время Сталинградской битвы здание сильно пострадало. В сентябре 1942 года на этом месте вела ожесточённые бои с немецкими захватчиками 92-я отдельная стрелковая бригада 62-й армии.
В 1947—1952 годах было восстановлено по проекту архитекторов Георгия Россихина и Виктора Кубикова[страница не указана 1317 дней] и переоборудовано под кинотеатр. Во время реконструкции корпус, выходящий на Рабоче-Крестьянскую улицу, был демонтирован, так как мешал расширению улицы под будущую магистраль. Таким образом здание приобрело свой современный вид. В 1952 году в здании был открыт кинотеатр «Гвардеец» на 675 мест.
С 1994 года здание используется Казачьим театром.

## Описание

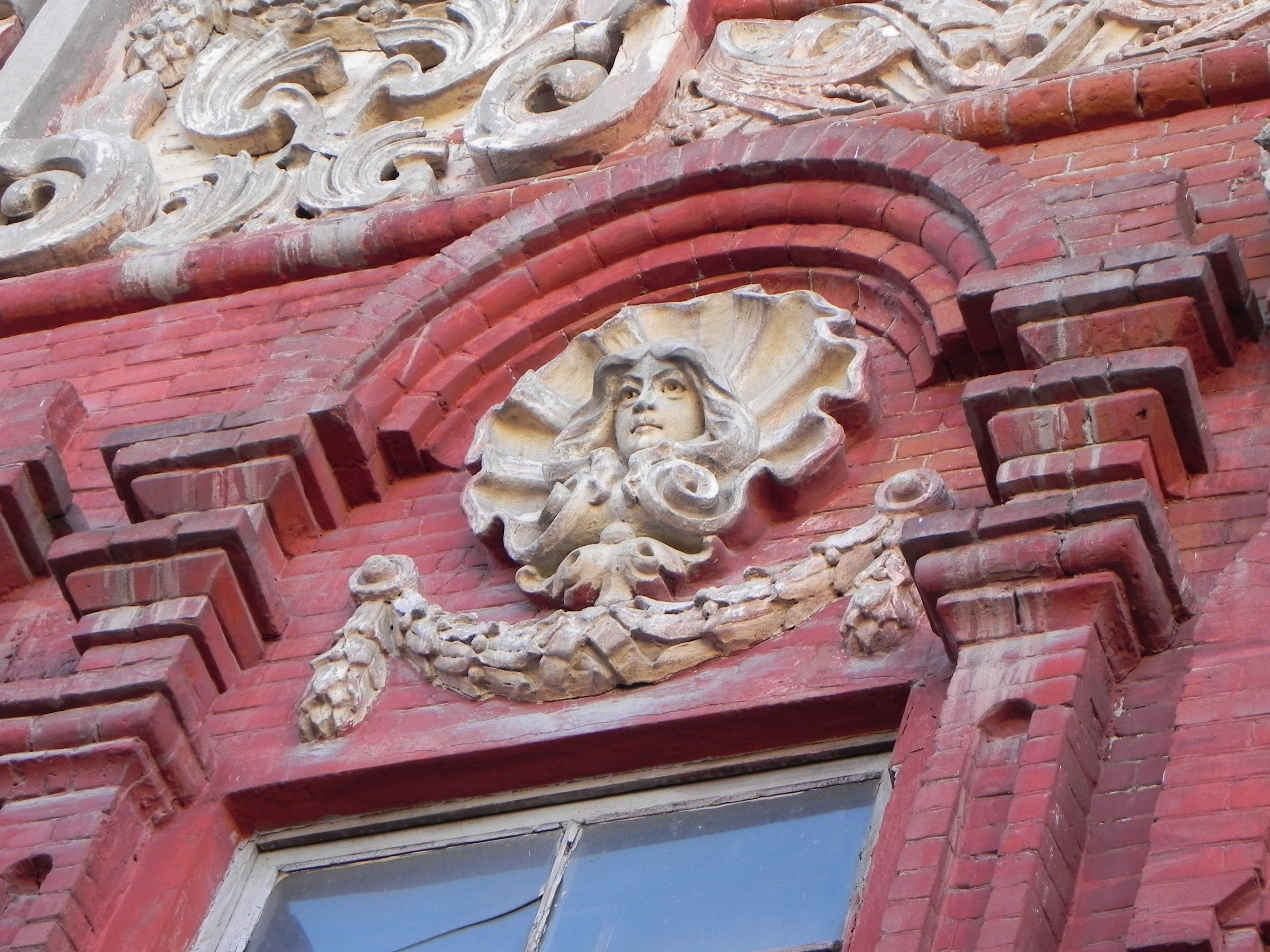
Декоративные элементы оформления фасада

Двухэтажное здание с подвалом и чердаком прямоугольное в плане. Стены выложены из красного керамического кирпича на известково-песчаном растворе.
Оформление фасадов решено в стиле эклектика с элементами модерна — лепные элементы (розетки, маски, гирлянды, отдельные тяги, подвески), что является единственным примером подобного решения в городе.

## Состояние и охрана
Здание является объектом культурного наследия регионального значения.
Некоторые элементы оформления фасадов находятся в плохом состоянии. Так, например, у одного из купидонов центральной скульптурной группы утрачена голова.

## Легенды
Существует несколько городских легенд, связанных с этим зданием.
Одна из них гласит, что купец Александр Шлыков построил это здание в память об утонувшей в реке дочери. На фасаде можно увидеть барельефы изображающие лица молодой девушки в раковине-жемчужнице и лица бородатого старца, чередующиеся друг с другом. Считается, что барельеф девушки — это портрет утонувшей дочери Шлыкова, а старец — это Посейдон или Нептун, жестокий бог вод, отнявший дочь у отца. Однако, эта легенда была развенчана. У купца Шлыкова было две дочери — младшая дочь училась в гимназии, а старшая, Ольга, вышла замуж за местного купца и скончалась во время родов. А в реке Волге утонул 21-летний сын купца Василий. Получилось, что со временем народная молва смешала в одну легенду разные воспоминания. Кто-то помнил, что у Шлыкова была дочь, которая умерла. Кто-то помнил, что один из его детей утонул. Так и родилась эта легенда.
Другая легенда гласит, что в здании обитают призраки. На лестничной площадке при спуске в гардероб время от времени наблюдают белёсый силуэт девушки в длинном платье. Считается, что это призрак погибшей дочери Шлыкова. Также работники здания слышат звуки шагов. Считается, что они принадлежат купцу Шлыкову.
...Неожиданно в коридоре на первом этаже возникают гулкие шаги, как будто идёт великан или взрослый человек, но в очень тяжёлой обуви. Внезапно звуки прекращаются прямо на границе коридора с проходной и с тем же гулким эхом отзываются на втором этаже здания.
Эта легенда очень похожа на аналогичные истории в музее «Старая Сарепта». Возможно они являются мистификацией и были придуманы для привлечения посетителей.